# Hochaltar der Altstädtischen Kirche (Königsberg)

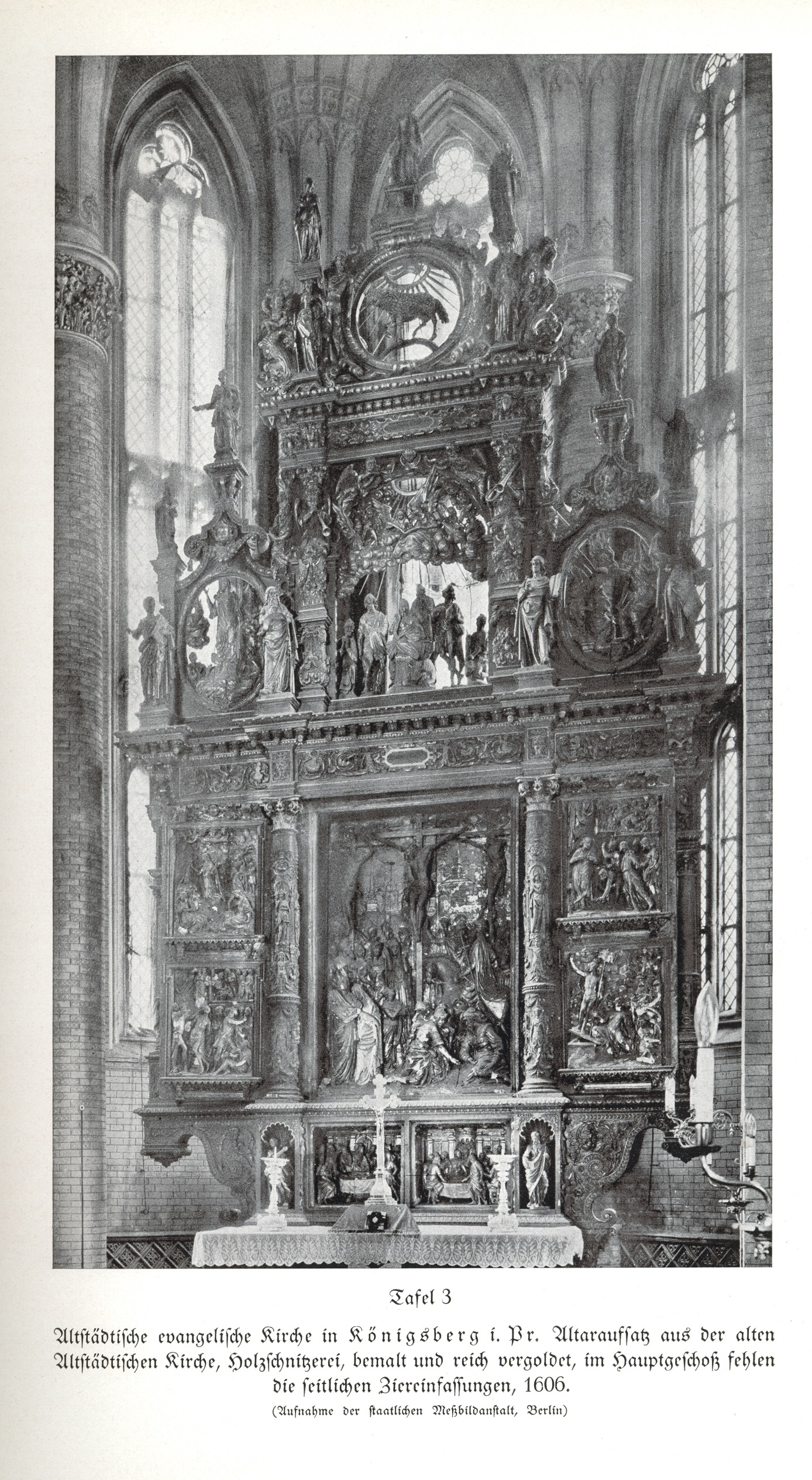
Hochaltar der Altstädtischen Kirche in Königsberg, Aufnahme der Messbildanstalt Berlin vor 1922.

Der Hochaltar der Altstädtischen Kirche St. Nikolaus in Königsberg ist ein 1606 gefertigter manieristischer Schnitzaltar. Beim Abbruch der Alten Altstädtischen Kirche in den Jahren 1826/1828 wurde der Altar in die Neue Altstädtische Kirche von 1838 gebracht. Im Zweiten Weltkrieg wurde das Werk im Jahre 1943 abgebaut und nach Arnau ausgelagert. Seitdem gilt der Hochaltar als verschollen.

## Beschreibung

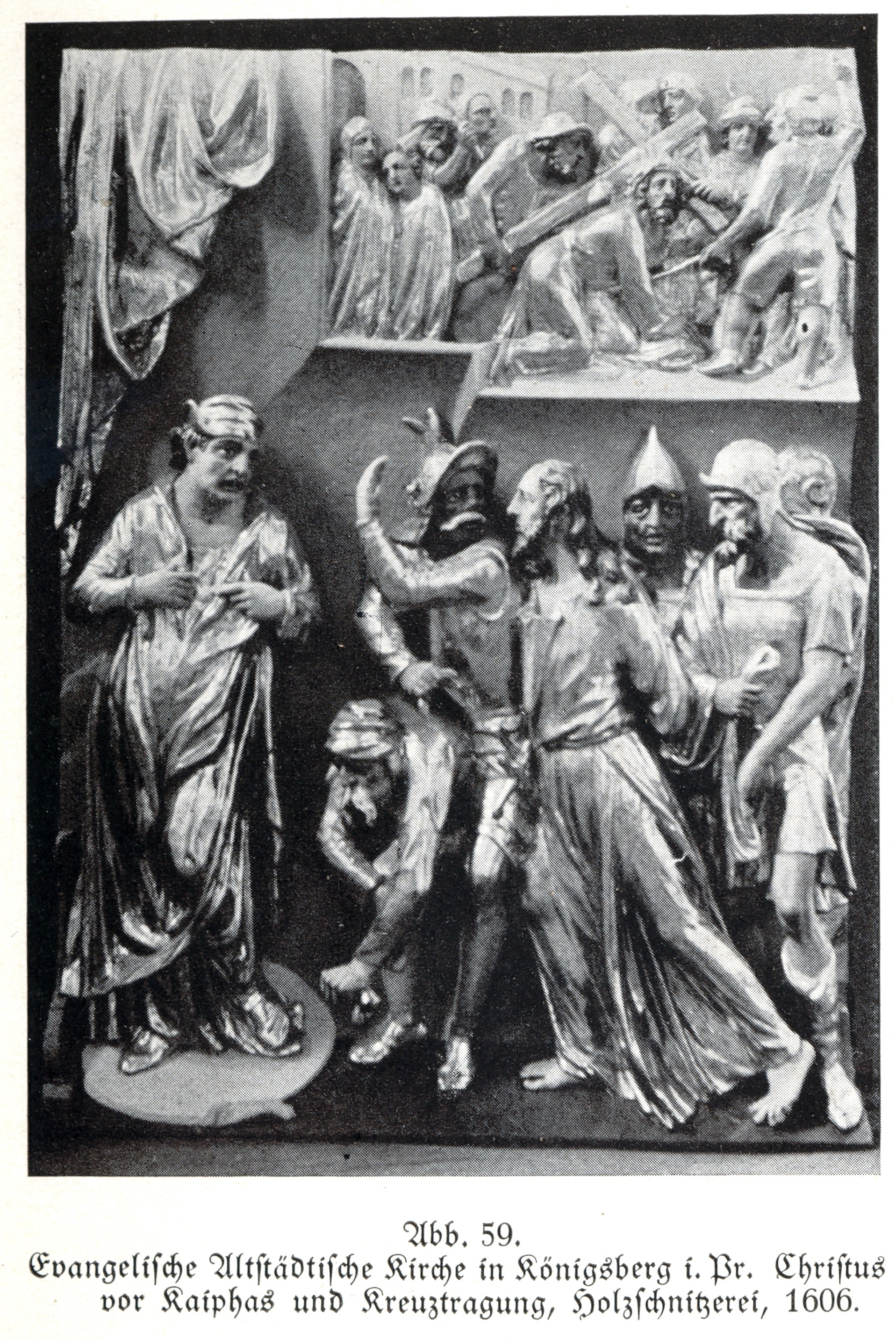
Oberer rechter Seitenflügel: Christus vor Kaiphas und Kreuztragung.

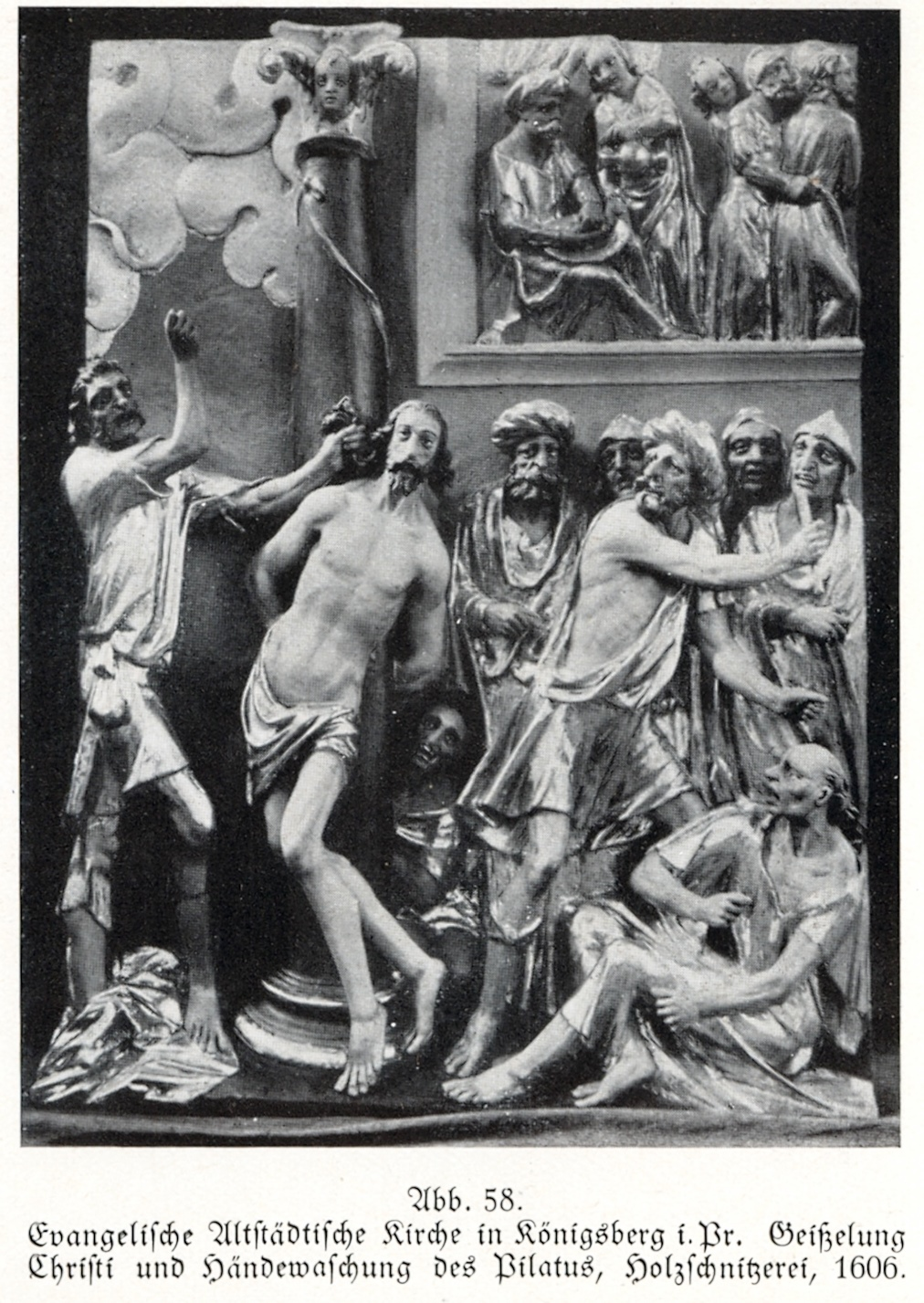
Unterer linker Seitenflügel: Geißelung Christi und Händewaschung des Pilatus.

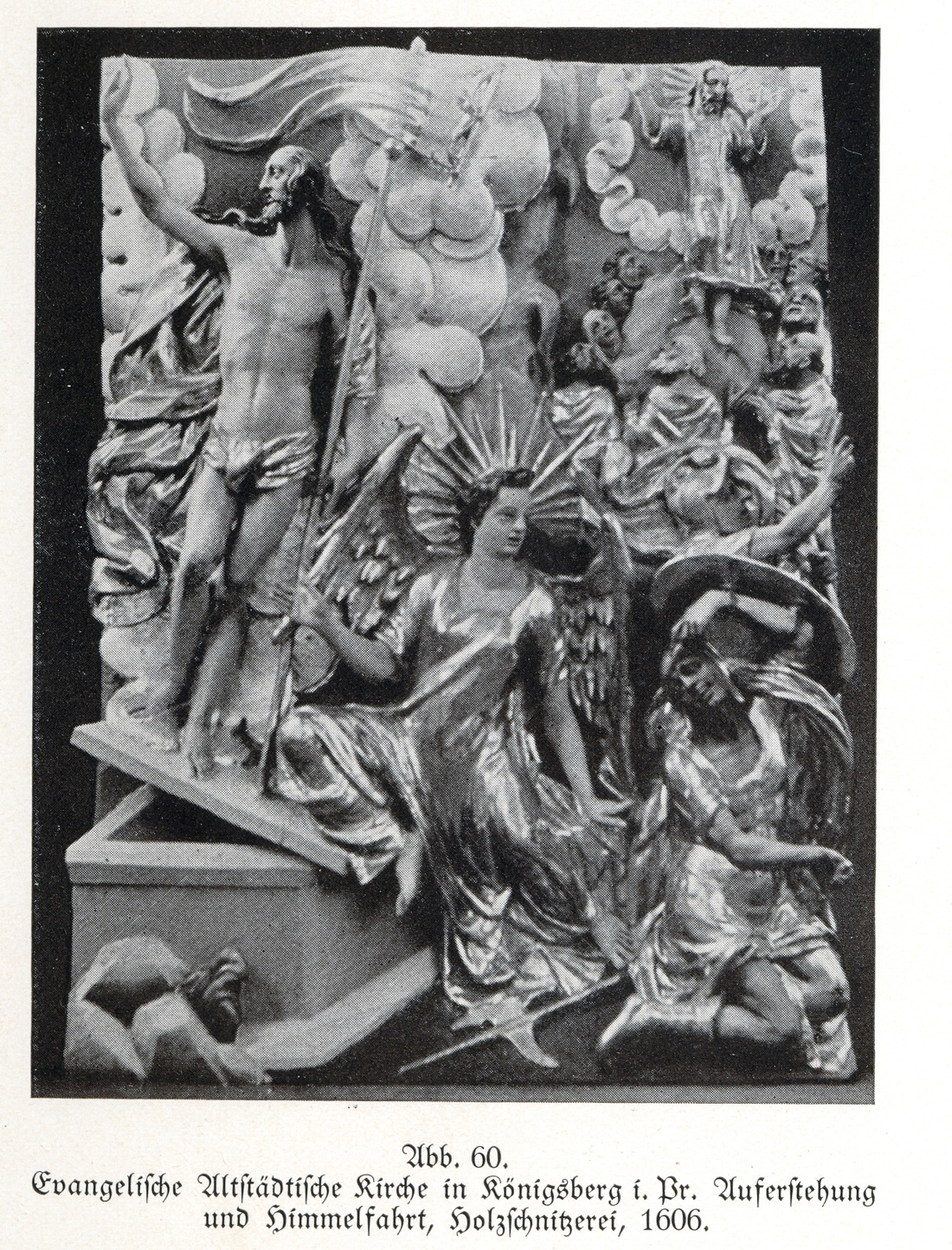
Unterer rechter Seitenflügel: Auferstehung und Himmelfahrt.

Die Predella zeigte zwei Skulpturengruppen. Eine vollplastische Figurengruppe stellte das Pessachfest (Sederabend) dar und die andere Figurengruppe das letzte Abendmahl. In den Nischen der Säulensockel befanden sich zwei Figuren, die vermutlich Apostel darstellen.
Das Hauptgeschoss war im Stil gotischer Schreinaltäre gestaltet. Das Hauptgeschoss besteht aus fünf Relieftafeln, bestehend aus einem festen Mittelteil und zwei beweglichen Seitenflügeln auf jeder Seite. Der feste Mittelteil zeigte die Kreuzigungsgruppe, bestehend aus dem gekreuzigten Jesus und den beiden gekreuzigten Schächern. Zudem die beiden Marien mit Johannes sowie Kriegsvolk und die würfelnden Soldaten. Auf dem linken oberen geöffneten Seitenflügel wurden Jesus auf dem Ölberg und der Judaskuss dargestellt, während auf dem linken unteren Seitenflügel die Geißelung Christi und die Händewaschung des Pilatus gezeigt wurden. Auf dem rechten oberen Seitenflügel wurden Jesus vor Kaiphas und die Kreuztragung dargestellt, während auf dem rechten unteren Seitenflügel die Auferstehung und Himmelfahrt Jesu zu sehen waren.
Das erste Obergeschoss zeigte einen schmalen Mittelteil, flankiert von zwei ovalen Medaillons. Im Mittelteil war die Geburt Jesu mit Maria und Joseph dargestellt, dazu zwei stehende und zwei kniende Hirten. Zahlreiche Putten umgaben die Szene. Im ovalen Medaillon am linken Seitenflügel wurden die Verklärung auf dem Berge Tabor mit dem Heiland sowie Moses und Elias als Halbgestalten in den Wolken mit Petrus, Johannes und Jakobus dargestellt. Darüber stehen zwei Apostel. Im ovalen Medaillon am rechten Seitenflügel wurde die Verkündigung an Maria dargestellt. Darüber befanden sich Allegorien zweier Tugenden, darunter eine auf den Glauben.
Das zweite Obergeschoss war mit dem Pessach-Lamm in der Mitte und mit den Allegorien auf Glaube, Hoffnung, Liebe und Gerechtigkeit geschmückt. Ganz oben befand sich die Figur des Evangelisten Matthäus.

## Kunstgeschichtliche Bedeutung
Das Werk war laut Dehio eine „Leistung des nordostdeutschen Manierismus“ und entsprach in seiner künstlerischen Bedeutung dem Überlinger Altar von Jörg Zürn (1616) und dem Altar in Varel von Ludwig Münstermann (1614) oder dem Erfurter Altar von Hans und Paul Friedemann (1625). Georg Dehio und Ernst Gall zufolge kombiniert der Altar Elemente der italienischen Renaissance („Flächigkeit des Ganzen“) mit denen der nordischen Renaissance („die Elemente der alle Gliederungen überspinnenden Dekoration“). Sie vermuten eine Königsberger Bildhauerwerkstatt, dies wegen seiner Wirkung auf Bildhauer, die in derselben Zeit tätig waren, und einer Reihe von Schulwerken.
Laut Herbert Meinhard Mühlpfordt war der Altar eine „hervorragende Königsberger Arbeit, besonders trefflich die beiden Schächer; an Wert etwa dem Jörg Zürn gleich“. Anton Ulbrich denkt an niederländischen Einfluss. Martin Konrad ordnet das Werk Johannes van Mildert (1588–1638) zu.
Georg Dehio und Ernst Gall zufolge knüpft das Werk an die Komposition des Grabdenkmals für Herzog Albrecht an.